# جورجي سانتوس سيلفا
جورجي سانتوس سيلفا (مواليد 23 أبريل 1987) لاعب كرة قدم برازيلي كمهاجم .
لعب سابقاً في نادي الباطن السعودي و نادي الفجيرة الإماراتي والقادسية السعودي و نادي الطائي .

## روابط خارجية
- جورجي سانتوس سيلفا على موقع دوري كوريا الجنوبية (الإنجليزية)
- جورجي سانتوس سيلفا على موقع قاعدة بيانات كرة القدم.إي يو (الإنجليزية)
- جورجي سانتوس سيلفا على موقع Soccerway.com (الإنجليزية)
- جورجي سانتوس سيلفا على موقع عالم كرة القدم.نت (الإنجليزية)

- جورجي سانتوس سيلفا